# Theodosianische Mauer

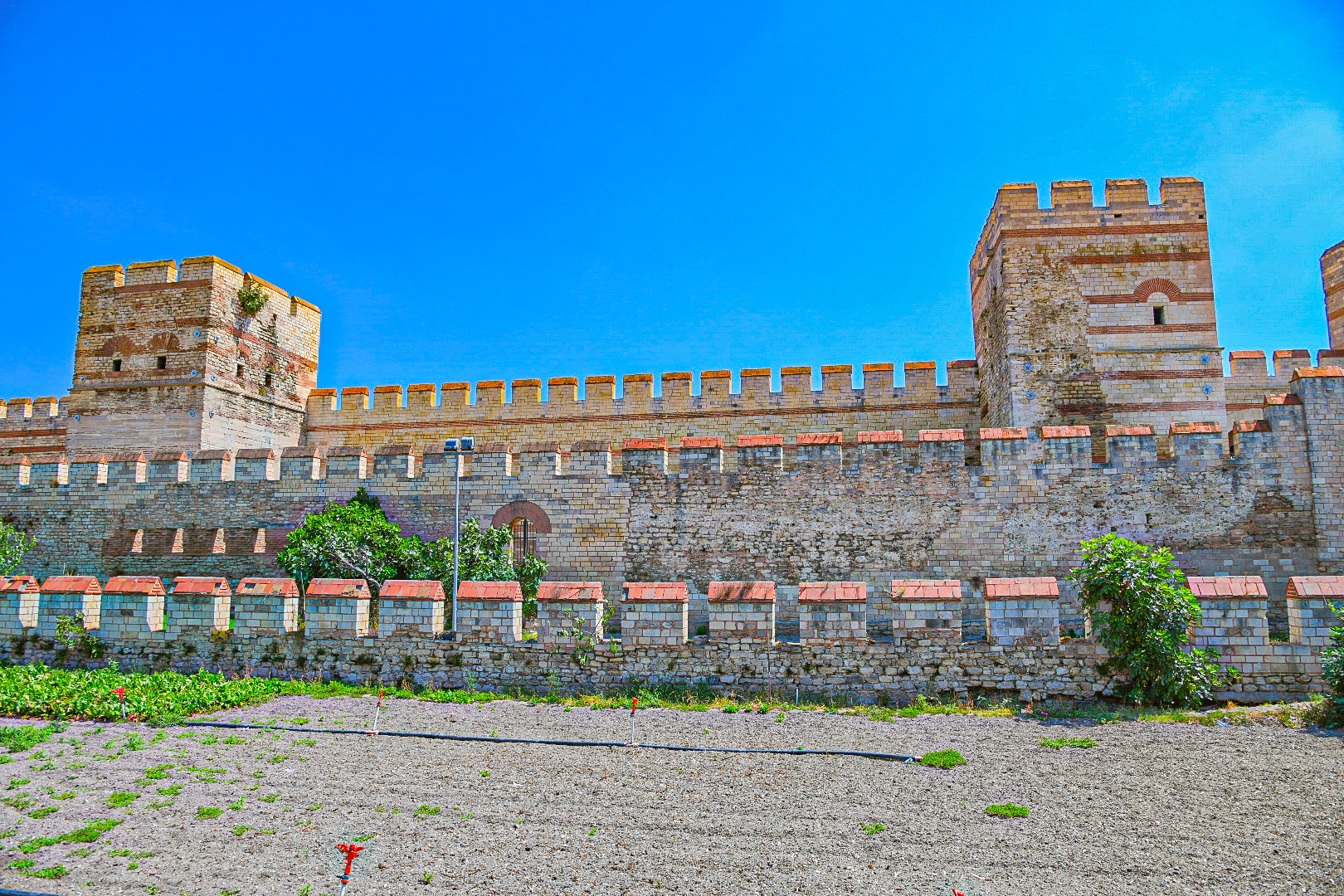
Restaurierter Teil der Konstantinopel-Mauer in der Nähe des Belgrader Tors

Das Wallsystem in byzantinischer Zeit

Die Theodosianische Mauer (türkisch İstanbul Surları oder Topkapı Surları) ist eine Anfang des 5. Jahrhunderts unter Kaiser Theodosius II. und dem Präfekten Anthemius errichtete, etwa 19–20 Kilometer lange Befestigungsanlage (Land- und Seemauern) zum Schutz von Konstantinopel, dem heutigen Istanbul.
Die Theodosianische Mauer wird von einigen Historikern als eine der erfolgreichsten und bestdurchdachten Befestigungsanlagen in der Geschichte der Kriegstechnik angesehen. Viele der einschneidendsten Ereignisse in der Geschichte der Stadt stehen eng mit diesem außergewöhnlichen Bauwerk in Zusammenhang.
Der Bau des Wallsystems wurde notwendig, um der Bedrohung durch die Hunnen zu begegnen und der rasch expandierenden Stadt zusätzlichen Raum zu verschaffen. Trotz zunehmenden Verfalles und dem Aufkommen der Feuerwaffen waren die Befestigungen bei entschlossener Verteidigung auch noch in der Mitte des 15. Jahrhunderts nur schwer zu überwinden. Die Komplexität der Verteidigungsanlagen trug wesentlich zum langen Bestehen des Byzantinischen Reiches bei.

## Entwicklung
Unter der Regierung des Theodosius II. veränderte sich das Erscheinungsbild der oströmischen Hauptstadt am stärksten und sichtbarsten seit der Gründung durch Konstantin I. Geschaffen wurde ein Festungssystem, das selbst als Ruine noch in Erstaunen versetzt.
Zwei Gründe waren für das Großprojekt ausschlaggebend: Im Verlauf des 4. Jahrhunderts war die Stadt immer weiter über die Konstantinische Mauer hinausgewachsen, viele Häuser standen nun vollkommen ungeschützt auf dem flachen Land. Der zweite, wesentlich beunruhigendere Grund war die Plünderung der alten Hauptstadt Rom durch gotische Foederaten unter Alarich I. im Jahr 410. Obwohl die kaiserliche Residenz des Westreiches schon längst in den Flottenstützpunkt Ravenna verlegt worden war, war diese Nachricht für die römische Welt ein schwerer Schock, besonders in Konstantinopel, wo man sich als Hüter und Bewahrer der Größe und Tradition des alten Roms sah. Zudem begannen auch hunnische Stämme, über die Donau einzusickern und sich in Thrakien, also praktisch vor den Toren der Stadt, niederzulassen.

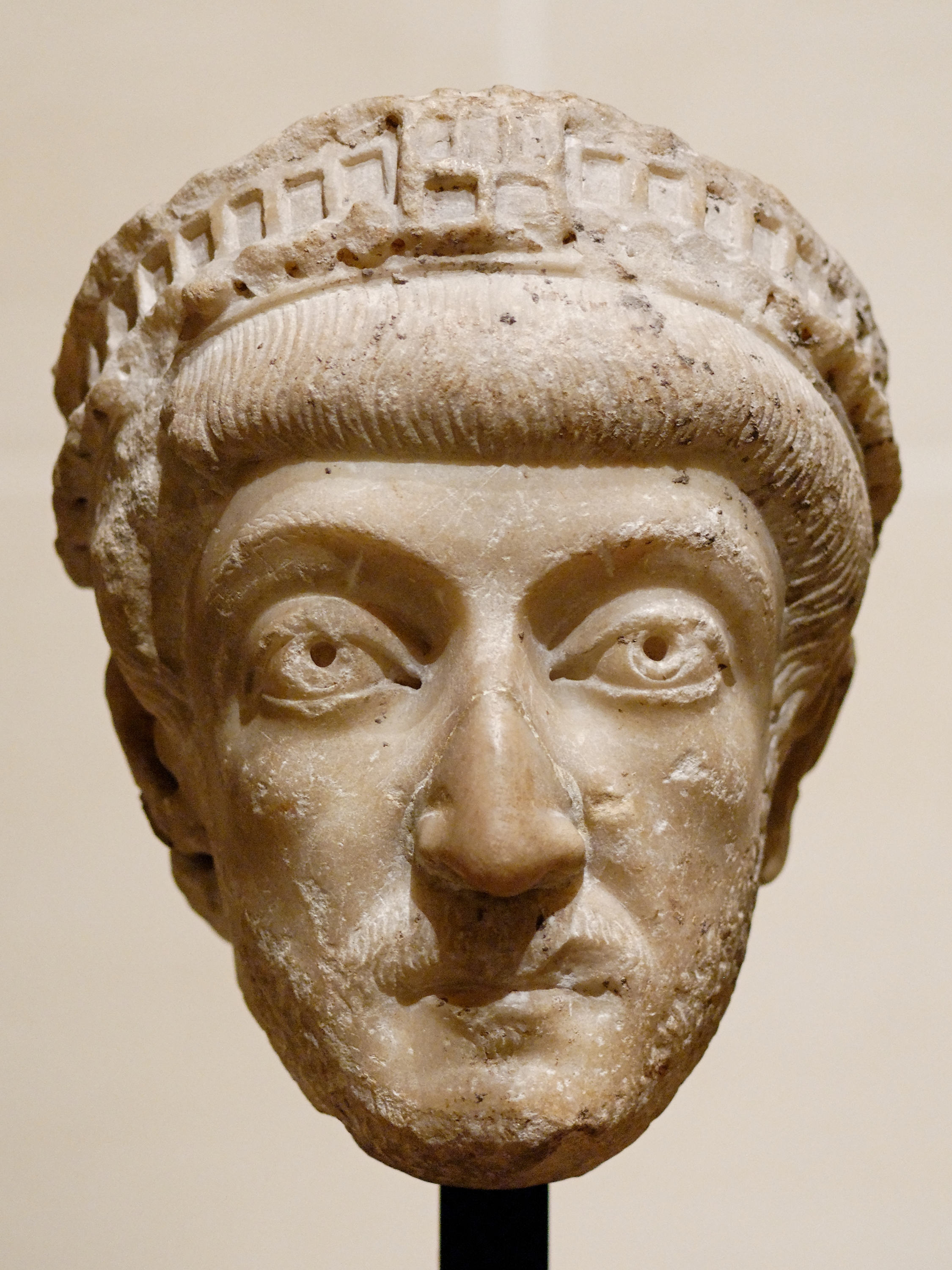
Kaiser Theodosius II., Louvre, Paris, (Benennung unsicher)

Die erste Bauphase der neuen Stadtmauer – damals noch ein einfacher anstelle des späteren dreifachen Mauerrings – wurde 413 abgeschlossen. Sie wurde zu diesem Zweck zwei Kilometer außerhalb der alten konstantinischen Stadtmauer nach Westen vorgeschoben. Auftraggeber war der Prätorianerpräfekt Anthemius, Vormund des zwölfjährigen Theodosius und der eigentliche Regent des Ostens. Durch die zusätzlich gewonnene Fläche erweiterte sich das Stadtgebiet um mehr als die Hälfte. Dies erwies sich für die zukünftige Expansion der Stadt als mehr als ausreichend. Dieses Neuland wurde nie vollständig überbaut und wurde in byzantinisch/osmanischer Zeit für die Landwirtschaft genutzt. Kurz nach ihrer Fertigstellung wurde sie am 27. Januar 447, in der zweiten Stunde nach Mitternacht, durch ein Erdbeben schwer beschädigt. In einigen Abschnitten waren dadurch die Mauer und 57 ihrer Türme zum Einsturz gebracht worden. Dieser Zeitpunkt war denkbar ungünstig, da die Hunnen unter Attila das Oströmische Reich und seine Hauptstadt massiv bedrohten. Fast das gesamte Gebiet rund um das Goldene Horn lag in Schutt und Asche. Der Prätorianerpräfekt des Ostens Constantius organisierte daraufhin umgehend „fliegende Kommandos“, um die Gräben vom Schutt zu räumen und die Befestigungen wiederaufzubauen. Innerhalb von nur zwei Monaten wurde die Mauer bis Ende März 447 in einer gemeinsamen Kraftanstrengung der Stadtbevölkerung (Einsatz von schätzungsweise 16.000 Mann) noch höher und stärker als zuvor wieder errichtet. Dabei wurde nicht nur die ursprüngliche Mauer wieder aufgebaut, sondern noch zusätzlich eine Außenmauer mit Türmen und vorgelagerter Brustwehr hinzugefügt. Diese erstaunliche Aufbauleistung wurde in einer Inschrift gefeiert:
„In weniger als zwei Monaten errichtete der Nachfolger des Konstantin das triumphale Werk dieser starken Mauern. Kaum hätte Pallas so schnell ein so starkes Bollwerk erbauen können.“
Kurz vor Erscheinen des hunnischen Heeres war die Stadt wieder abwehrbereit. Attila verzichtete auf eine Belagerung und fiel stattdessen in das Weströmische Reich ein. Eine spätere Bauphase der Mauer basiert unter anderem auf den Plänen des Anthemios von Tralleis, eines führenden Architekten des 5. Jahrhunderts.
Araber, Bulgaren, Russen und Petschenegen belagerten die Stadt immer wieder, jedoch ohne Erfolg. 764 wurde die Seemauer während eines äußerst harten Winters beschädigt, der Chronist Theophanes berichtet, dass das Schwarze Meer in diesem Jahr bis zu 100 Meilen vom Ufer zufror. Der Schnee türmte sich auf dem Eis bis zu 15 m hoch. Als Tauwetter einsetzte, trieben sogar Eisberge auf dem Bosporus, die bald die Einfahrten zu Marmarameer und Goldenem Horn blockierten. Die Kais wurden von einem besonders großen Eisberg gerammt, der, als er auf Grund lief, in drei Teile zerbrach und trotzdem immer noch höher als die Seemauer war.
1203/1204 gelang es dem Heer des 4. Kreuzzuges, durch einen Zufall über die weniger gut befestigten Seemauern in die Stadt einzudringen und sie fast vollständig auszuplündern. Von dieser Katastrophe sollte sich die byzantinische Kaiserresidenz nie mehr erholen. 1344 verwüstete wieder ein besonders heftiges Erdbeben die Region, und die Mauer musste auf ihrer gesamten Länge aufwendig repariert werden.
Die Landmauer wurde am 29. Mai 1453 durch die zahlenmäßig und waffentechnisch überlegene Armee des Sultans Mehmed II. gestürmt und dadurch Konstantinopel erobert. Die diesem Ereignis vorangegangene, siebenwöchige Belagerung Konstantinopels war für die Osmanen dennoch äußerst mühsam und verlustreich gewesen, obwohl die Stadt damals schon weitgehend entvölkert und völlig verarmt war. Fast 1000 Jahre lang waren die Befestigungsanlagen ein zuverlässiger Schutz für die Stadt und ihre Bürger gewesen. Als schließlich auch seine Hauptstadt an die Osmanen fiel, war das Ende des Byzantinischen Reiches besiegelt. Danach überließ man die Befestigungsanlage größtenteils dem Verfall, die Bewohner der Gecekondus benutzten sie lange als Steinbruch. In den letzten Jahrzehnten des 20. Jahrhunderts wurde jedoch damit begonnen, sie teilweise wieder instand zu setzen und zu konservieren.

## Die Landmauer
Nur wenige Städte verdanken ihrer günstigen Lage so viel wie Konstantinopel, denn die Stadt ist an drei Seiten vom Meer umgeben:
- vom Goldenen Horn im Norden,
- vom Bosporus im Osten und
- vom Marmarameer (Propontis) im Süden.

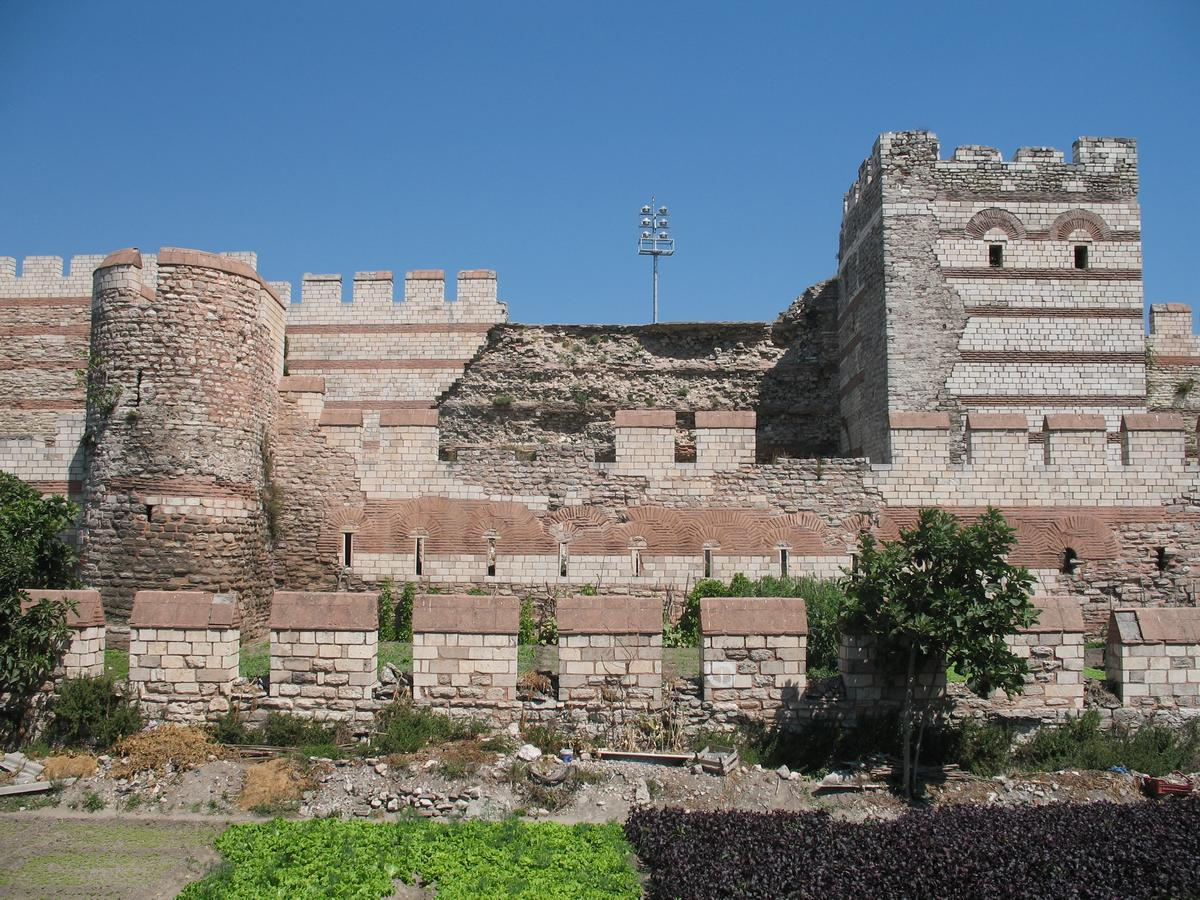
Graben-, Vor- und Hauptmauer

Schematischer Aufbau der Landmauer

Kein Bauwerk hatte – nach der Hagia Sophia – ähnlich große sakrale Bedeutung für die Stadt. Die Kirche repräsentierte die Vorstellung der Bürger über das Himmelreich, die Mauern hingegen waren der Schutzschild gegen die immer wieder auftauchenden Feinde, denn sie standen nach der damaligen Glaubensauffassung unter dem persönlichen Schutz der Heiligen Jungfrau. Bei Belagerungen wurden regelmäßig Prozessionen auf den Wällen abgehalten, die man für viel wirksamer als rein militärische Maßnahmen hielt. Zahlreiche Menschen sahen in Visionen Schutzengel auf der Mauer, die Kaiser ließen marmorne Kreuze und Gebetsinschriften an der Außenseite der Landmauer anbringen. Die Instandhaltung der Mauern war eine der wichtigsten Aufgaben der öffentlichen Verwaltung. Spezielle „Mauergrafen“ überwachten die Baumaßnahmen, die Schäden durch Verwitterung, Erdbeben und den Zahn der Zeit beseitigen sollten. Alle dafür tauglichen Bürger mussten ohne Ausnahme dabei mitwirken, entweder durch Geldspenden oder als Arbeitskraft. Mittel zur Reparatur der Mauern waren auch in größten wirtschaftlichen Krisenzeiten vorhanden. Diesbezügliche Inschriften sind von 447 bis 1438 bekannt. Eine Inschrift der letzten datierbaren Renovierungsmaßnahme am Quellentor bringt die Zusammenarbeit zwischen menschlicher und göttlicher Instanz sehr gut zum Ausdruck:
„Dieses gottgeschützte Tor der lebensspendenden Quelle wurde mit Hilfe und auf Kosten des Manuel Bryennios Lontari in der Regierungszeit des allerfrömmsten Herrschers Johannes und Maria Palaiologos im Mai 1438 restauriert.“'
Das Bollwerk war im Wesentlichen schon im 5. Jahrhundert bautechnisch voll ausgereift und änderte sich im Lauf seiner langen Bestandszeit nur mehr wenig. Es gab dafür auch keine Veranlassung, da sich die Belagerungstechniken ebenfalls nicht gravierend veränderten. Die Mauern waren nach dem Empfinden der Menschen – wie die Stadt – schon immer da gewesen. Selbst die Feinde der Byzantiner glaubten im Laufe der Zeit, dass die Stadt und ihre Einwohner tatsächlich unter einem besonderen göttlichen Schutz standen. Wenn sie überhaupt überwunden werden konnte, dann nur durch Verrat. Es hatte sich immer wieder gezeigt, dass auch kleinere Besatzungen hinter den Mauern einem viel größeren Heer trotzen konnten, bis dieses durch logistische Schwierigkeiten, den Ausbruch von Epidemien oder einer Revolte ohne großes Zutun von selbst wieder abzog. Es war daher nur allzu verständlich, dass die Bürger großes Vertrauen in diese Befestigungsanlagen hatten, da sie unveränderlich, unzerstörbar und im höchsten Maße abschreckend wirkten. 1453 standen die Verteidiger Konstantinopels aber am Vorabend einer technischen Revolution in der Belagerungstechnik, die die Regeln der Kriegsführung für immer verändern sollte.

Landmauer
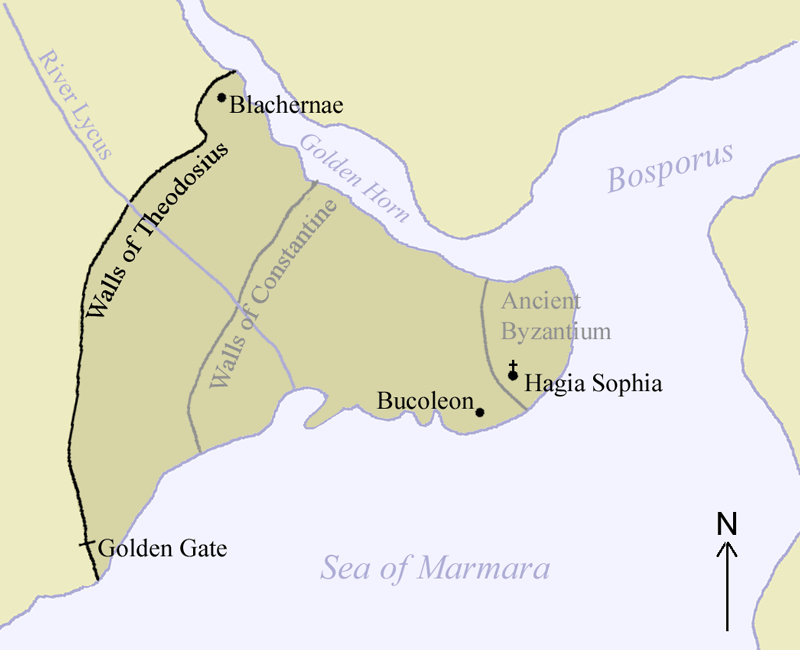
Übersichtsplan
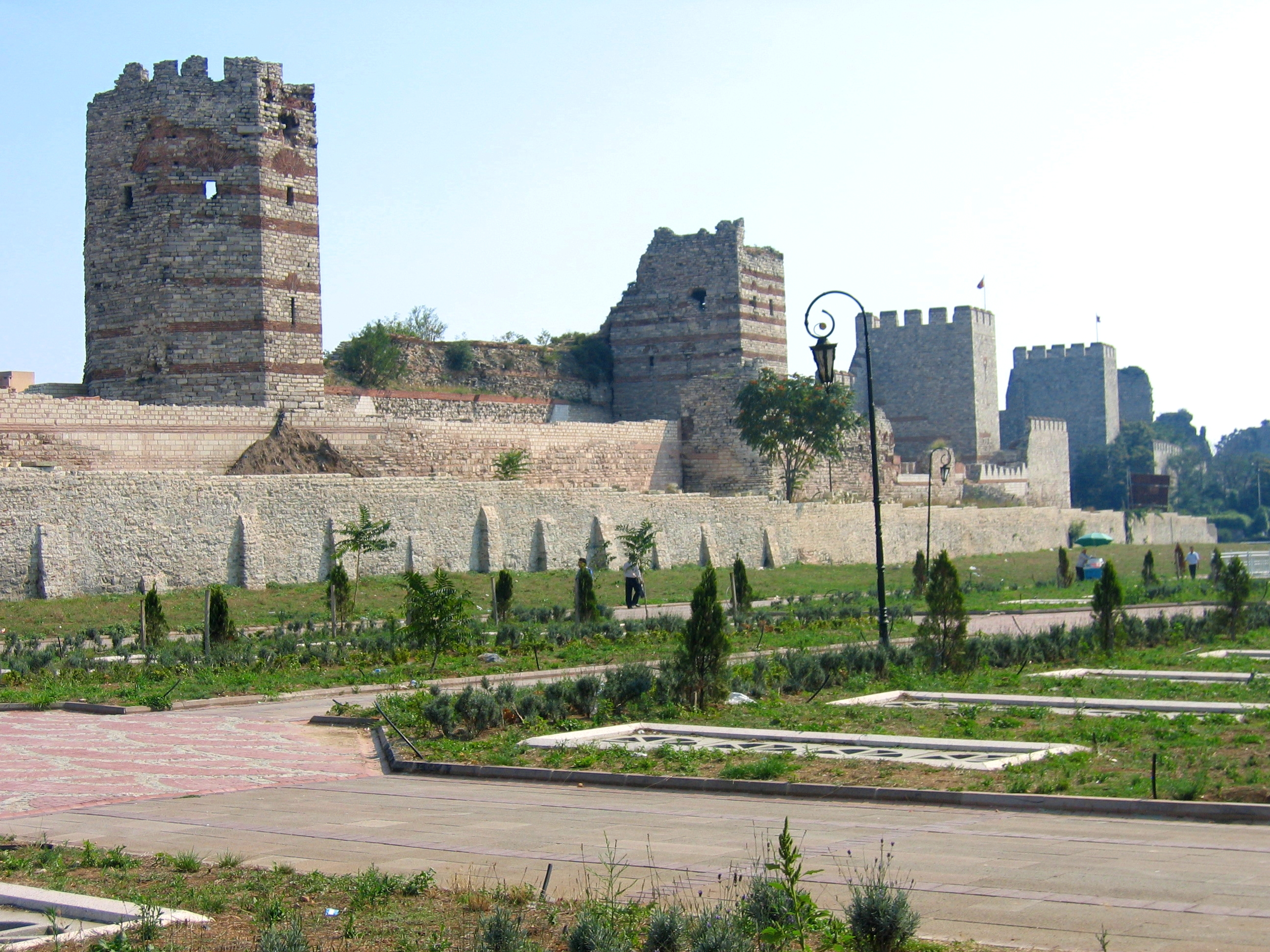
Restaurierter Abschnitt der Landmauer im heutigen Istanbul
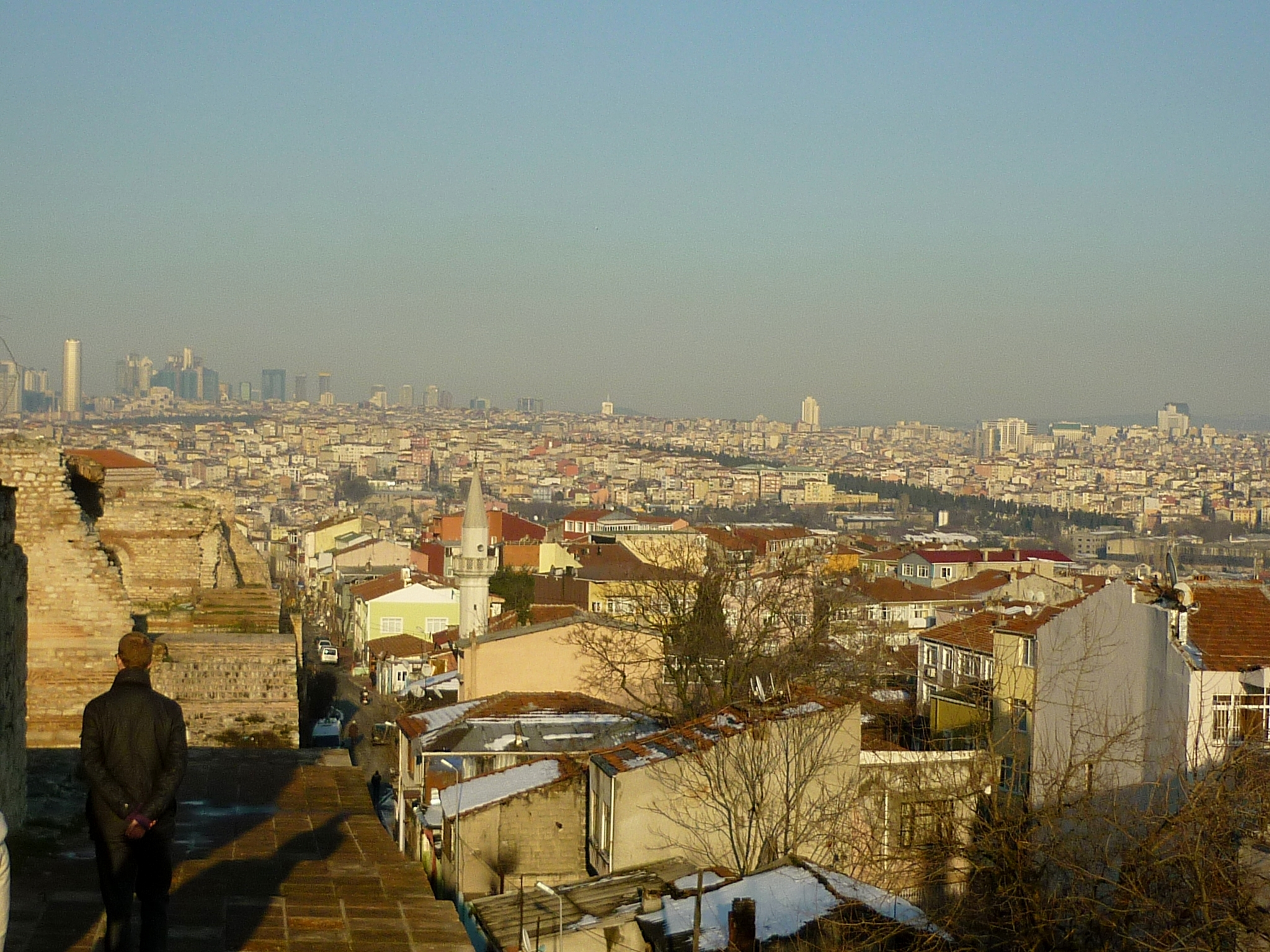
Blick auf das heutige Istanbul von der Landmauer aus gesehen
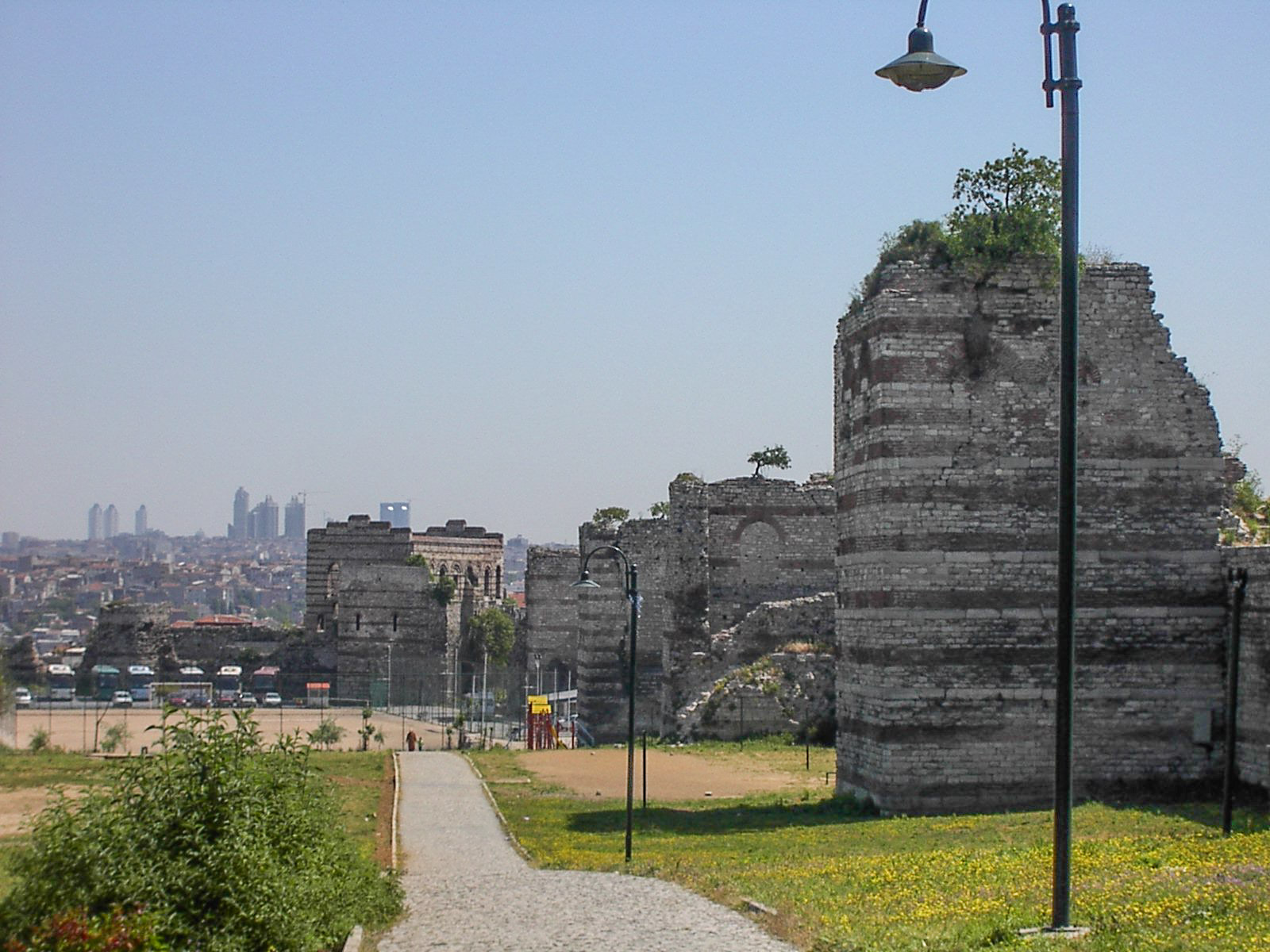
Die Mauersektion im Blachernenviertel mit den Überresten des Porphyrogennetos-Palastes im Hintergrund
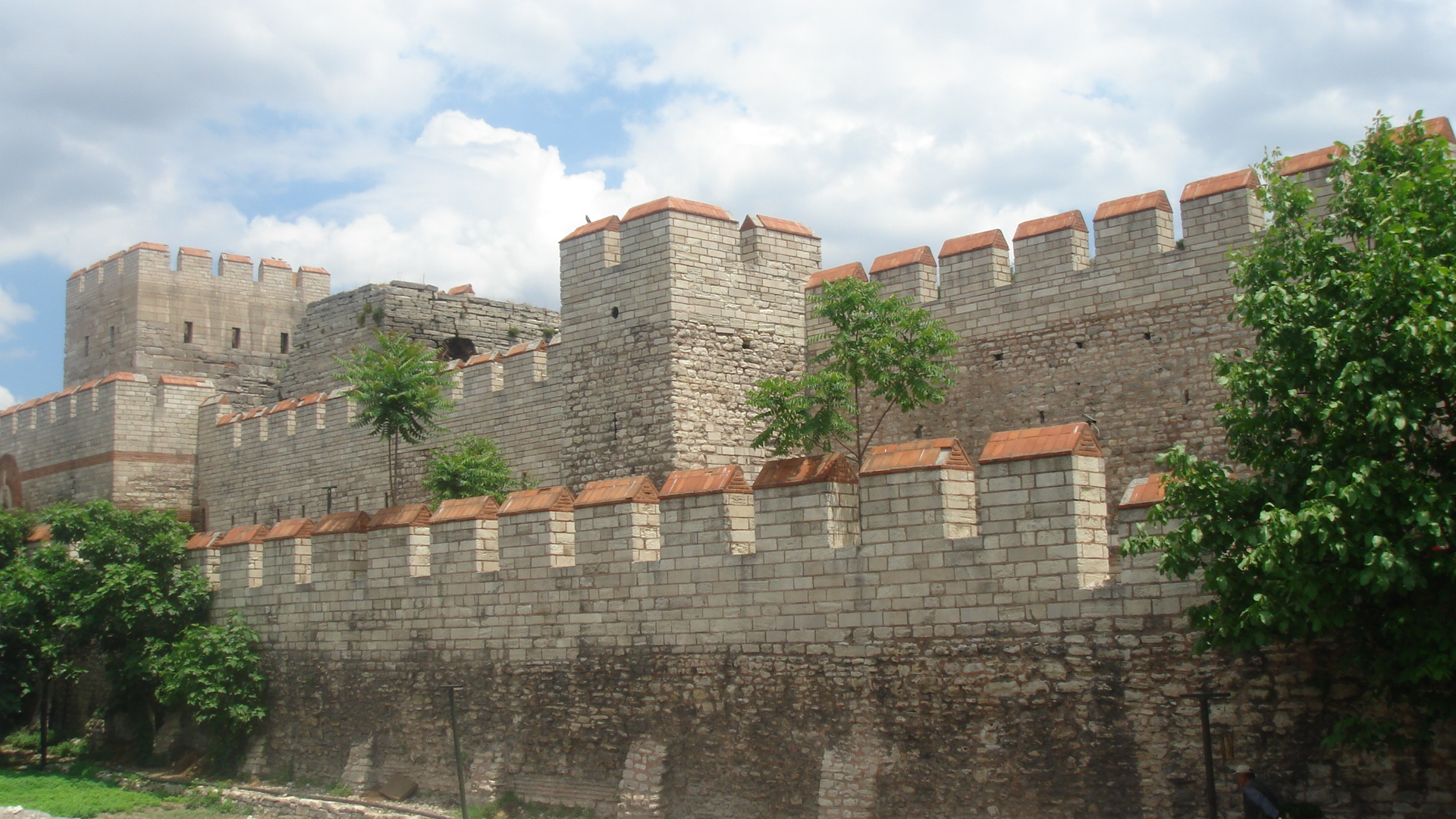
Restaurierte Sektion am Selymbria Tor. Im Vordergrund die Vormauer und die Brustwehr über dem ehemaligen Wassergraben, links im Hintergrund ein Turm der Hauptmauer
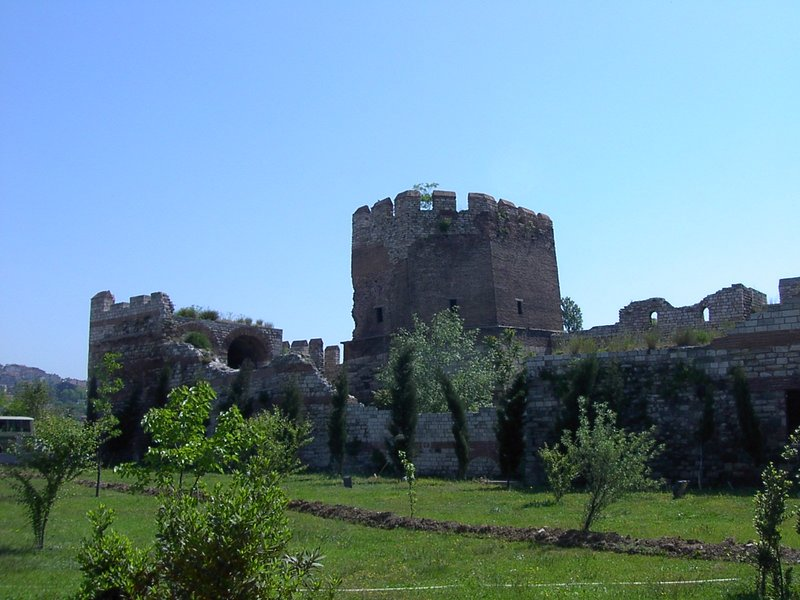
Ein nicht restaurierter Mauerabschnitt
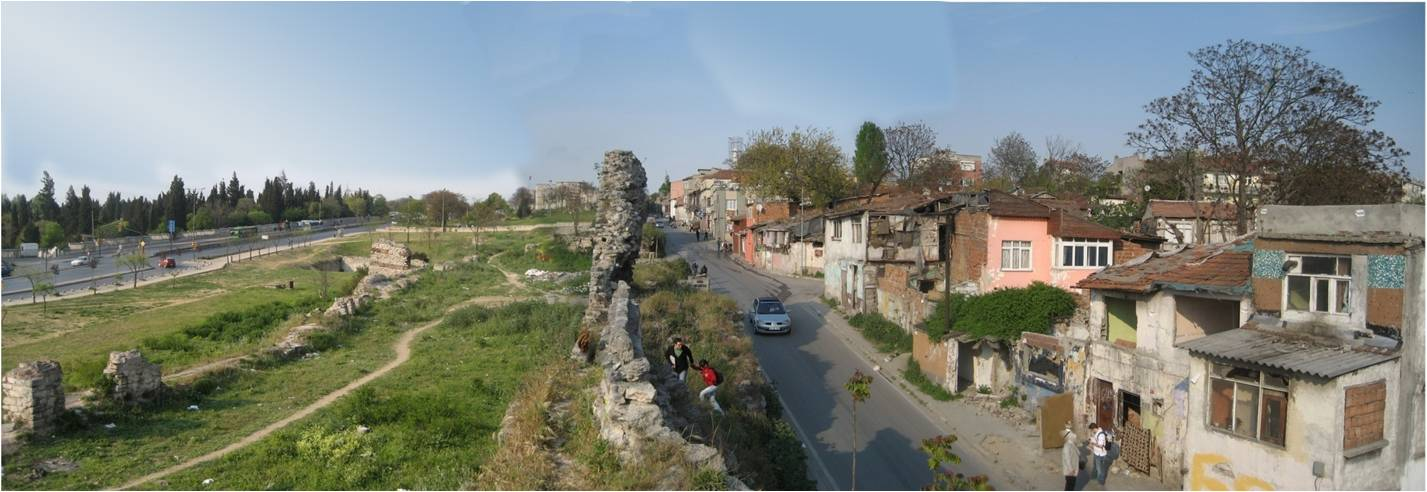
Reste der Graben- und Vormauer im Stadtteil Sulukule
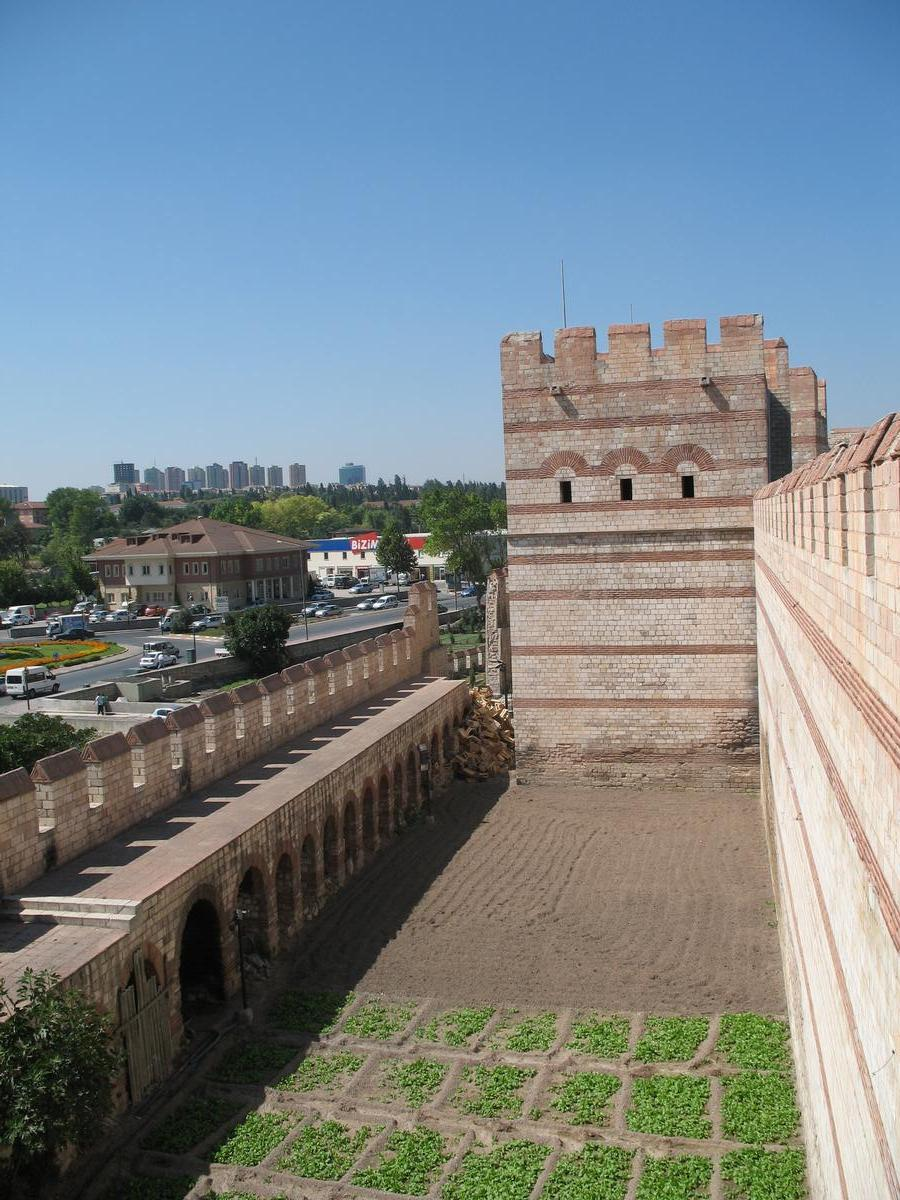
Der peribolos zwischen Haupt- und Vormauer
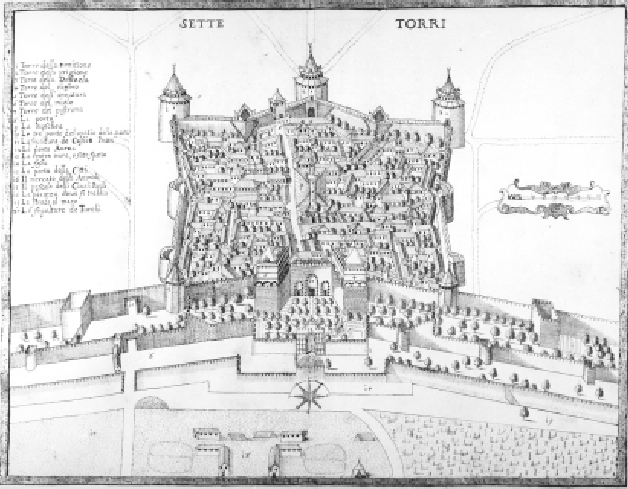
Das Goldene Tor und die Burg der Sieben Türme, Ansicht von 1685
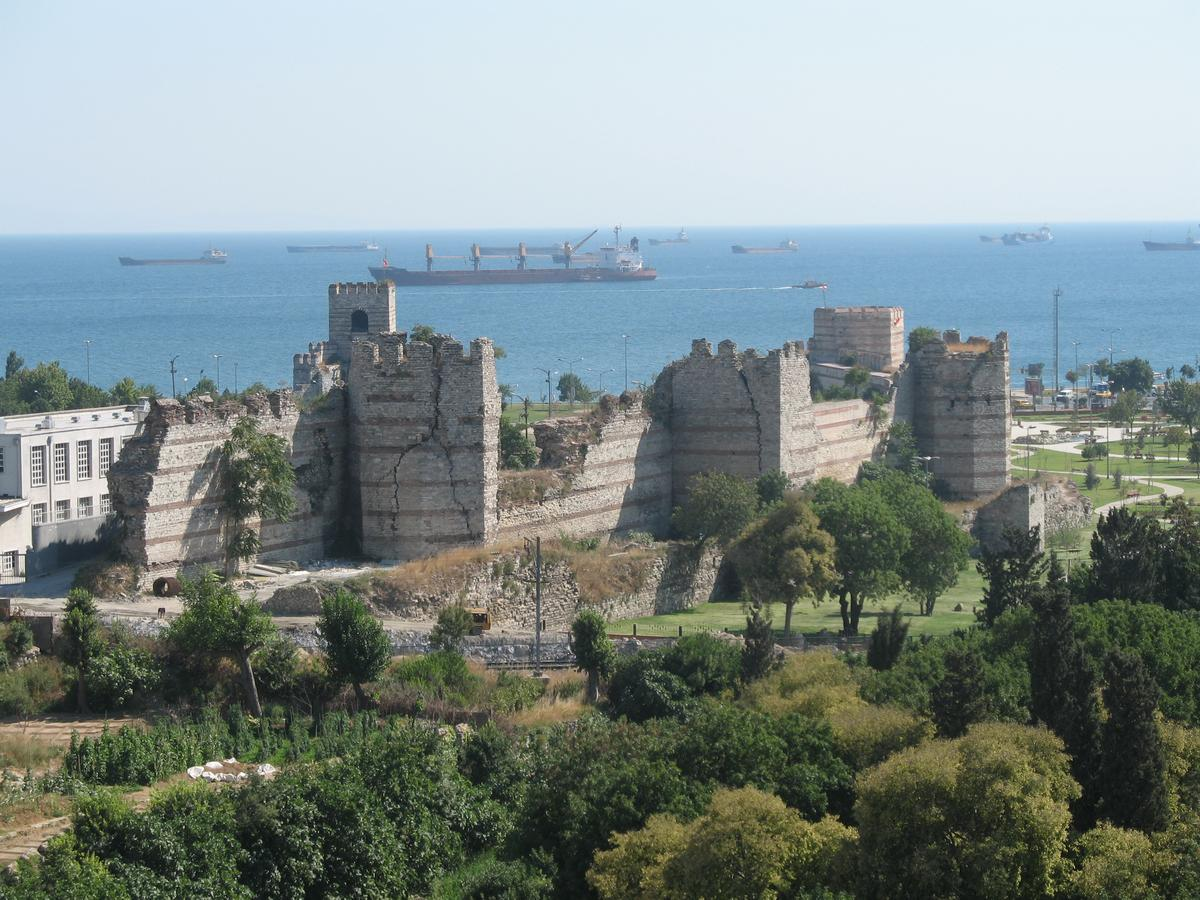
Südlicher Abschnitt mit dem sog. Marmorturm
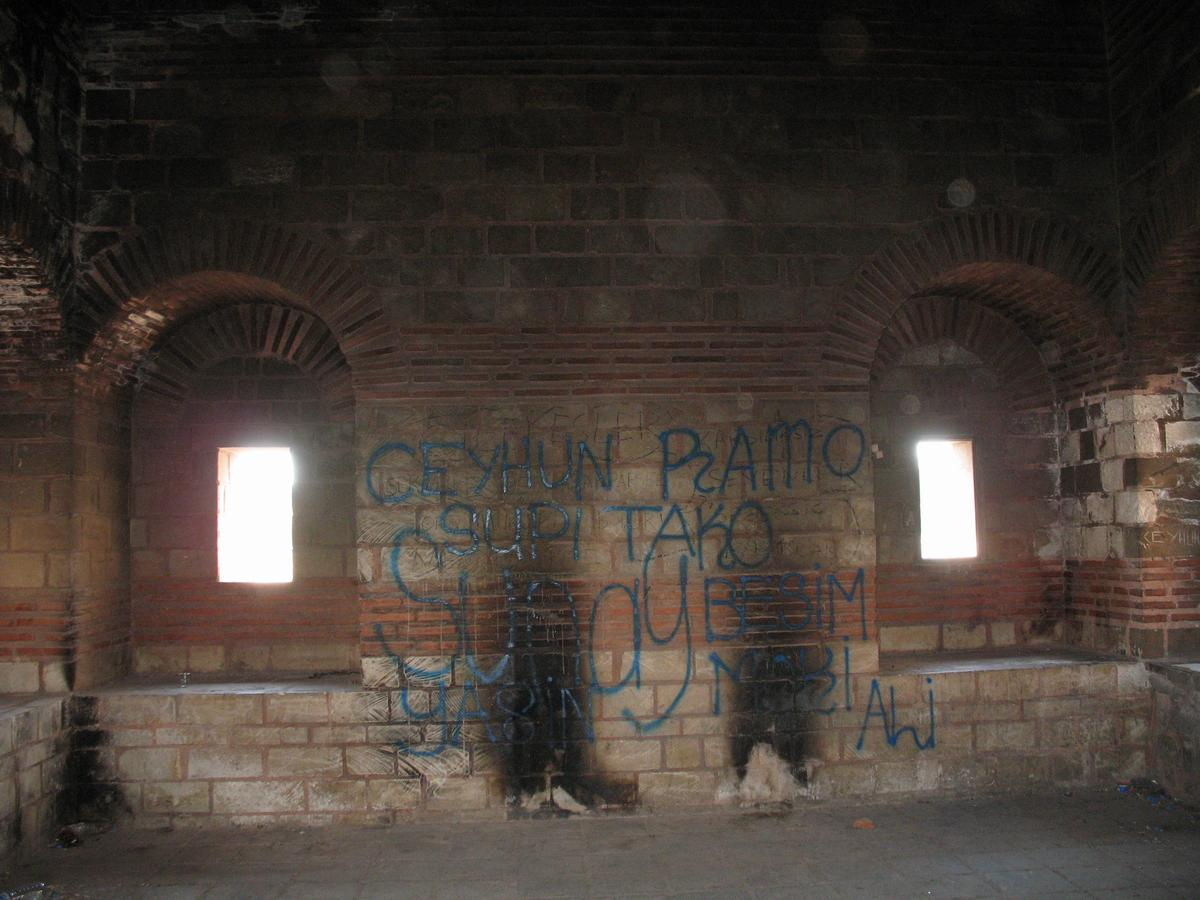
Das Innere einer Turmstube

### Konstruktionsmerkmale

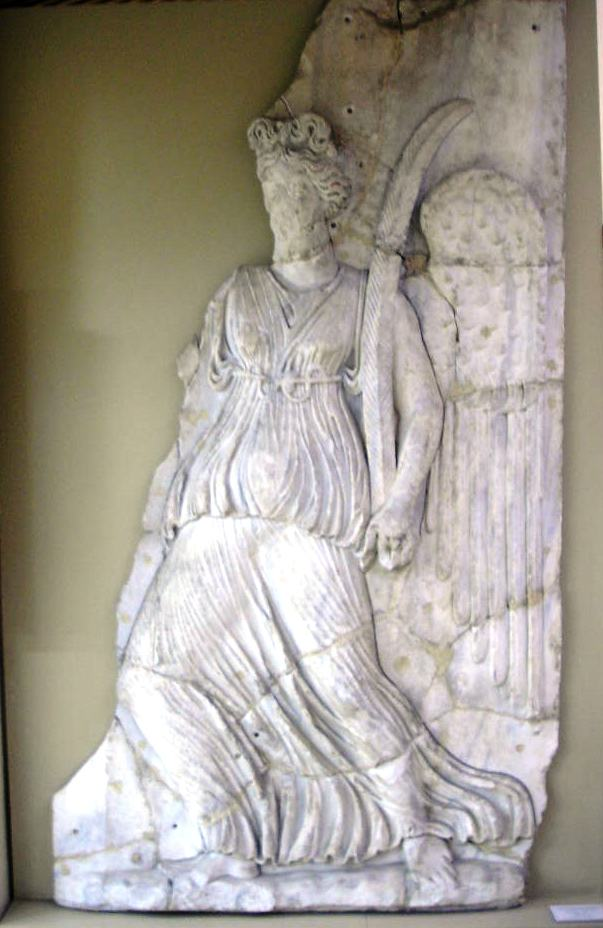
Relief der Siegesgöttin Nike vom Königstor (Balat Kapı)

Die Architektur der Land- und Seemauern Konstantinopels gibt die Bautradition der Spätantike wieder. Ihre Tiefe und Komplexität machten die Mauer gegenüber einem Gegner, der über keine Artillerie verfügte, praktisch uneinnehmbar. Sie vereinigte das gesamte Wissen und die Erfahrung der griechisch-römischen Festungsbautechnik in sich und bewährte sich bis zur Einführung der schweren Feuerwaffen im Belagerungskrieg.
Näherte man sich von der thrakischen Ebene der Stadt, leuchtete die Mauer von Horizont zu Horizont strahlend weiß im Sonnenlicht, da das aufgehende Mauerwerk aus einer Schalenkonstruktion bestand, die, gefüllt mit einem Gemisch aus Bruchstein und Beton, von einer Kalksteinhülle ummantelt wurde. Die Außenseite wurden in einem regelmäßigen Abstand von horizontalen Ziegelbändern durchzogen, die die Kalksteinhülle kastenartig miteinander verband und ihr dadurch eine höhere Festigkeit verlieh (Ziegeldurchschuss). Das Kernstück des Bollwerkes blieb aber die Mauer des Anthemios, die durch einen besonders widerstandsfähigen, unter anderem aus zerriebenen Bimsstein bestehenden Gußmörtelkern zusammengehalten wurde.

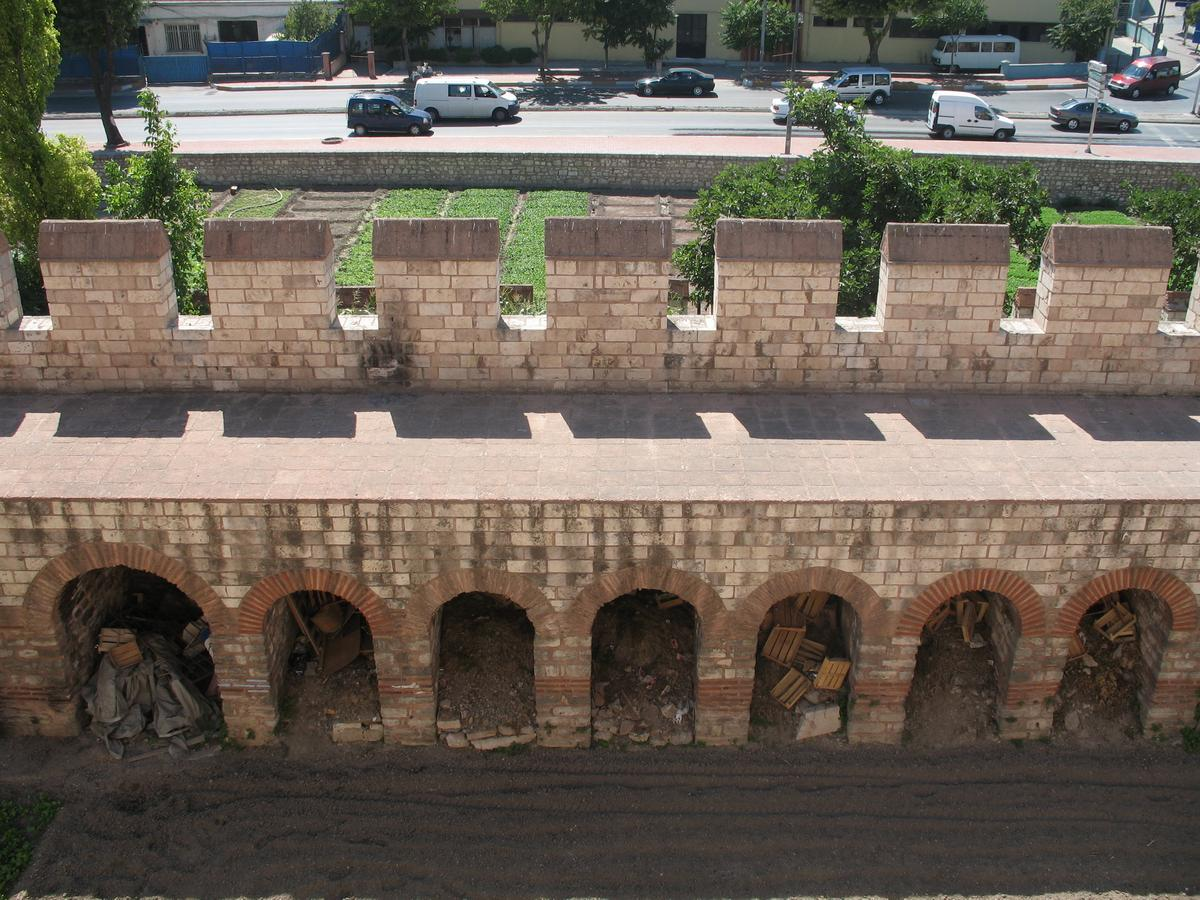
Die Kasematten der Vormauer

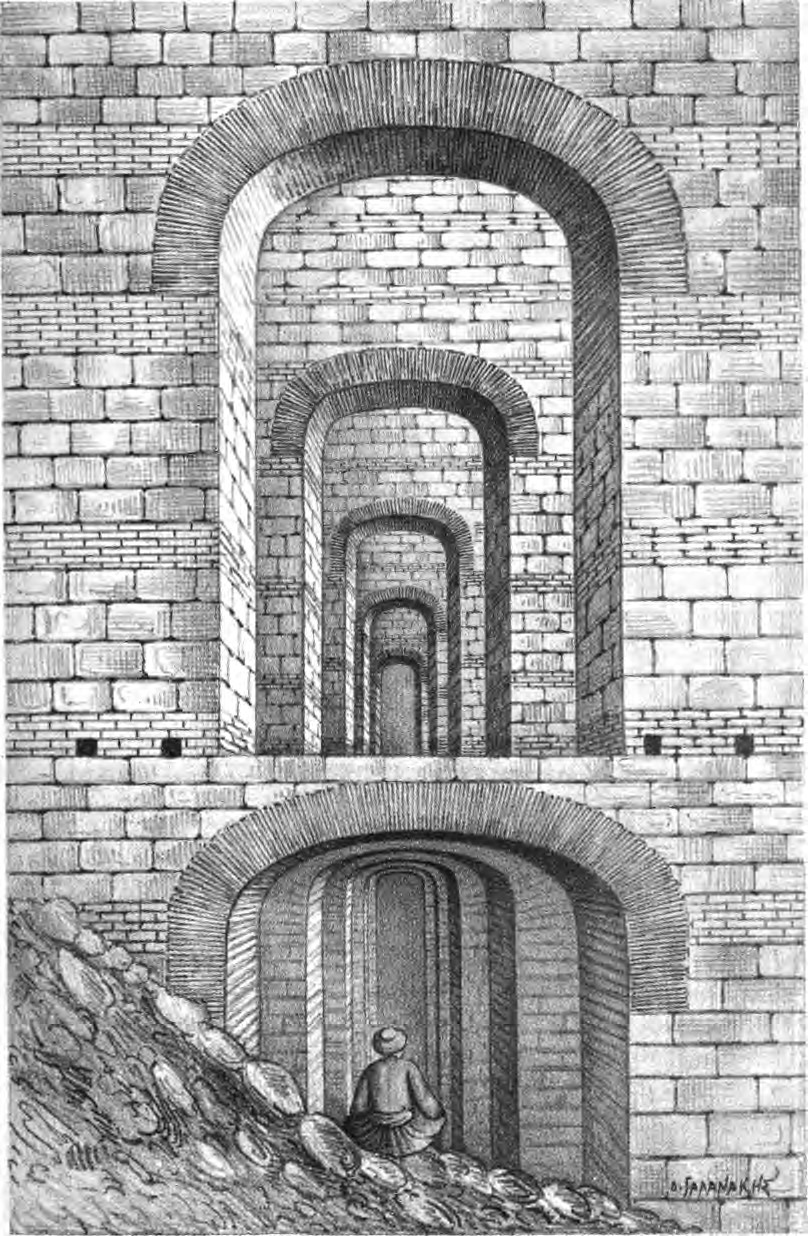
Stützkonstruktionen der Blachernenmauer

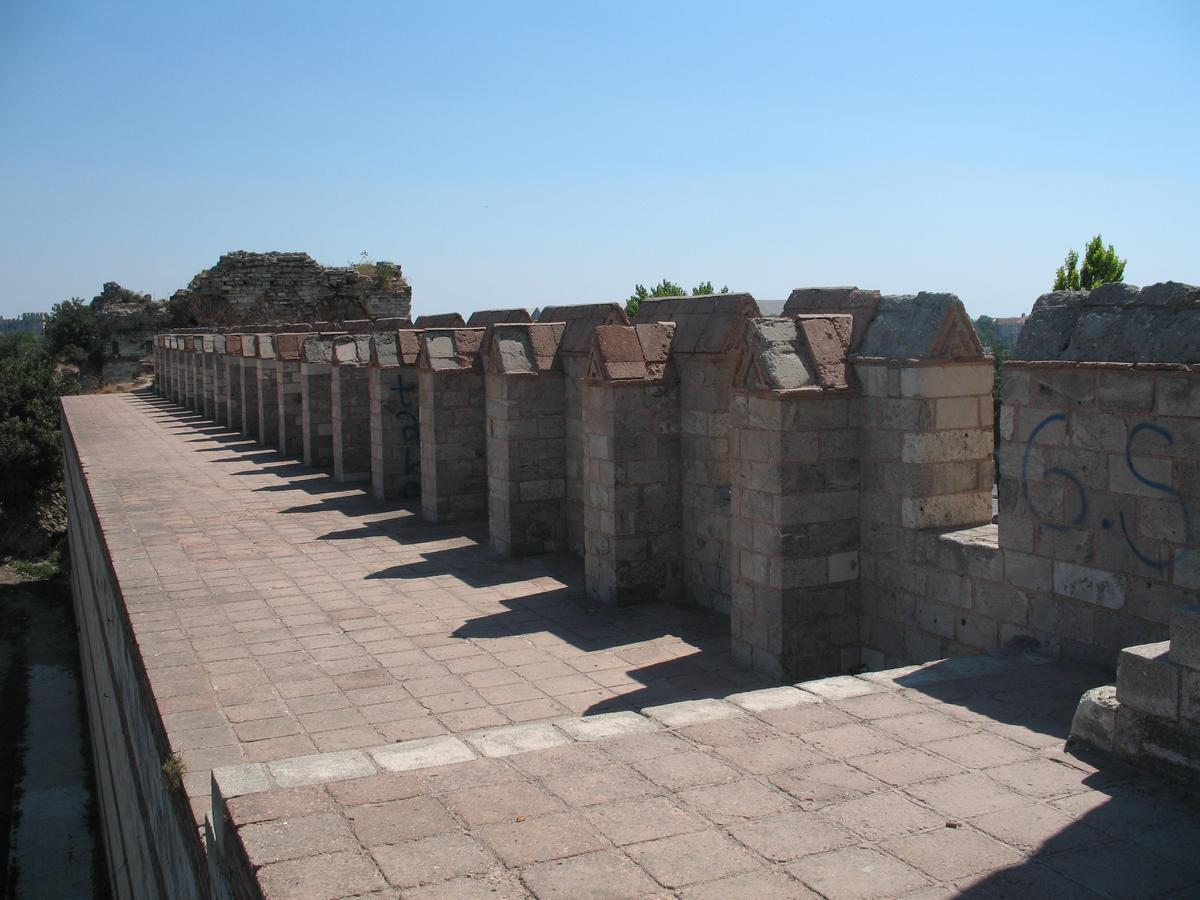
Wehrgang der Hauptmauer

Die Verteidigungsanlagen nahmen insgesamt eine Fläche in der Breite von 70 m ein und deckten fast die gesamte Westseite der Halbinsel ab. Lediglich im Osten, am Blachernenviertel, wurde sie, wegen der dortigen Geländebesonderheiten, nur durch eine einzige, in ihren Dimensionen aber ebenso gewaltige Mauer geschützt.
Das Wallsystem besteht im Wesentlichen aus insgesamt vier hintereinander stufenförmig angeordneten Befestigungslinien:
- Der mit Ziegel ausgemauerte, durch Schotte in Sektionen aufgeteilte und mit Wasser geflutete Graben von 15 bis 20 m Breite und 5 – 7 m Tiefe.
- Die Grabenmauer (Brustwehr), sie war sehr niedrig gehalten (2 m), um von den dahinterliegenden Wällen einen ungehinderten Beschuss des Glacis zu ermöglichen.
- Die Vormauer war 8 m hoch und 2,8 m breit, mit Kasematten unterteilt und mit 82 nach außen vorkragenden Türmen bestückt.
- Die Hauptmauer erreichte eine Höhe von 12 m, war 5 m breit und mit insgesamt 96 nach außen vorkragenden Türmen ausgestattet, die zu den Türmen der Vormauer versetzt angelegt waren und damit auch diese Lücken abdeckten.

Die Wehrgänge waren durch mannshohe Zinnen gedeckt und über gemauerte Treppenaufgänge rasch erreichbar. Zwischen Brustwehr und Vormauer lag eine etwa 18 m breite Terrasse (parateichion) von der aus man Angreifer, die es geschafft hatten den Graben zu überwinden, wirksam beschießen konnte. Zwischen Innen- und Vormauer lag eine weitere Terrasse (peribolos) die ca. 15–20 m in der Breite maß. Von der Sohle des Grabens bis zur Spitze des höchsten Turmes gerechnet erreichte der Mauerring eine Höhe von fast 30 m.
Die Landmauer hatte nur zwei, allerdings für die Verteidiger sehr gefährliche, Schwachstellen: Im mittleren Abschnitt, beim tief eingeschnittenen Tal des Lykos folgten die Mauern dem Abhang und ihre Türme übersahen dadurch nicht mehr die Höhen. Im Falle einer Belagerung lagen sie unter dem Geschützniveau der Angreifer, die am Talrand aufgestellt waren, d. h. die Angreifer konnten von hier aus direkt auf die Wälle herabschießen. Zusätzlich verlief hier ein Bach durch eine Wasserleitung in die Stadt, sodass es nicht möglich war, einen Wehrgraben auszuheben.
Die zweite Anomalie befand sich im Blachernenviertel, am nördlichen Ende der Mauer. Der Verlauf der drei Mauerlinien wurde hier jäh unterbrochen, da sie hier rechtwinkelig von der Stadt abschwenkten, um auch die Kirche Sankt Maria von Blachernae in die Umwehrung einzubeziehen. Nach dieser Ausbuchtung verwandelt sich das Bollwerk auf einer Länge von ca. 400 m in ein zusammengewürfeltes Ensemble aus unterschiedlich konstruierten Befestigungswerken. Unter Kaiser Manuel I. (1143–1180) wurde 100 m westlich dieser älteren Mauer eine neue errichtet (Komnenenmauer), die mit 13, sehr dicht aneinander stehenden, halbrunden Türmen versehen war und ebenfalls keinen vorgelagerten Wehrgraben hatte.

### Türme
Die Türme der Hauptmauer maßen an ihrer Grundfläche im Durchschnitt 11 × 10 m, hatten einen Sockel von 9 bis 13 m, waren 24 m hoch, ohne jeden strategischen Grund entweder quadratisch, sechseckig, achteckig, in manchen Fällen auch rund. Sie bestanden aus einem Lagerraum im Erdgeschoss, zwei Kammern und einer mit Zinnen bewehrten Plattform, von der man aus mit Katapulten Wurfgeschosse oder Behälter mit Griechischem Feuer auf die Belagerer schleudern konnte. Sie standen sehr nahe beieinander (55 m). Nach den Erfahrungen der römischen Bautechnik waren sie nicht direkt mit der Hauptmauer verbunden, damit sich beide Konstruktionen unabhängig voneinander setzen konnten.

### Tore
In unregelmäßigen Abständen war die Mauer von zwölf streng bewachten Toren durchbrochen. Einige waren nur über Holzbrücken zugänglich, die im Falle einer Belagerung rasch abgebaut werden konnten. Die sog. „Heerestore“ ermöglichten die Verbindung zwischen den verschiedenen Abschnitten der Mauer und ermöglichten rasche Truppenverschiebungen. Zusätzlich waren auch kleinere Nebentore vorhanden. Die Heerestore waren anfangs nur nummeriert, die öffentlichen Tore wurden mit Namen bezeichnet.
In diesem Zusammenhang sind zum Beispiel das Quellentor, welches nach einem alten Quellheiligtum im Vorfeld der Stadt benannt worden war, das Tor des hölzernen Amphitheaters, das Stiefelmachertor, oder das Tor des Silbernen Sees zu nennen. Es wurde 1261 nach Wiederherstellung des byzantinischen Kaisertums dem neuen Kaiser für seinen triumphalen Einzug in die Stadt geöffnet. Nachdem er vom Pferd gestürzt und dabei schwer verletzt worden war, brachte man den sterbenden Kaiser Theodosius II. durch das Heerestor V wieder in die Stadt zurück. Das Tor des hölzernen Amphitheaters wurde im 12. Jahrhundert zugemauert, da nach einer Prophezeiung ansonsten Friedrich Barbarossa an dieser Stelle in die Stadt eindringen werde.
Im Laufe der Jahrhunderte wechselten sie auch oft ihre Bezeichnungen, da Ursprung und Zusammenhänge der alten Namensgebung in Vergessenheit gerieten und neue Bezüge hergestellt wurden. Das Heerestor III wurde später als das Tor der Roten bezeichnet, die Farbe der Kleidung einer der sehr populären Zirkusparteien, die vor allem in der Spätantike in der Stadt ihr Unwesen trieben. Das Tor des Charisios, einst ein Führer der Blauen Zirkuspartei, war später als Friedhofstor bekannt.
Das prächtigste und größte war aber das 66 m breite und 20 m hohe Goldene Tor (porta aurea) mit seinen drei Durchgängen, das am südlichen Ende des Mauerkomplexes, fast direkt am Ufer des Marmarameeres lag. Hier haben sich auch noch einige Reste der konstantinischen Mauer erhalten. Es war in seiner Glanzzeit mit Goldplatten und zahlreichen Bronzestatuen geschmückt sowie durch zwei massive Türme flankiert die außen mit poliertem Marmor verkleidet waren. Durch dieses Tor hatte zum Beispiel Kaiser Herakleios 628 die Reliquie des wahren Kreuzes wieder in die Stadt zurückgebracht. Es war auch Endpunkt der Via Egnatia, der Hauptroute durch den Balkan nach Rom. Bis zum Jahr 1453 waren die Dekorationen zwar schon größtenteils verschwunden, dennoch muss es damals immer noch einen imposanten Eindruck auf den Betrachter gemacht haben.

Tore der Landmauer
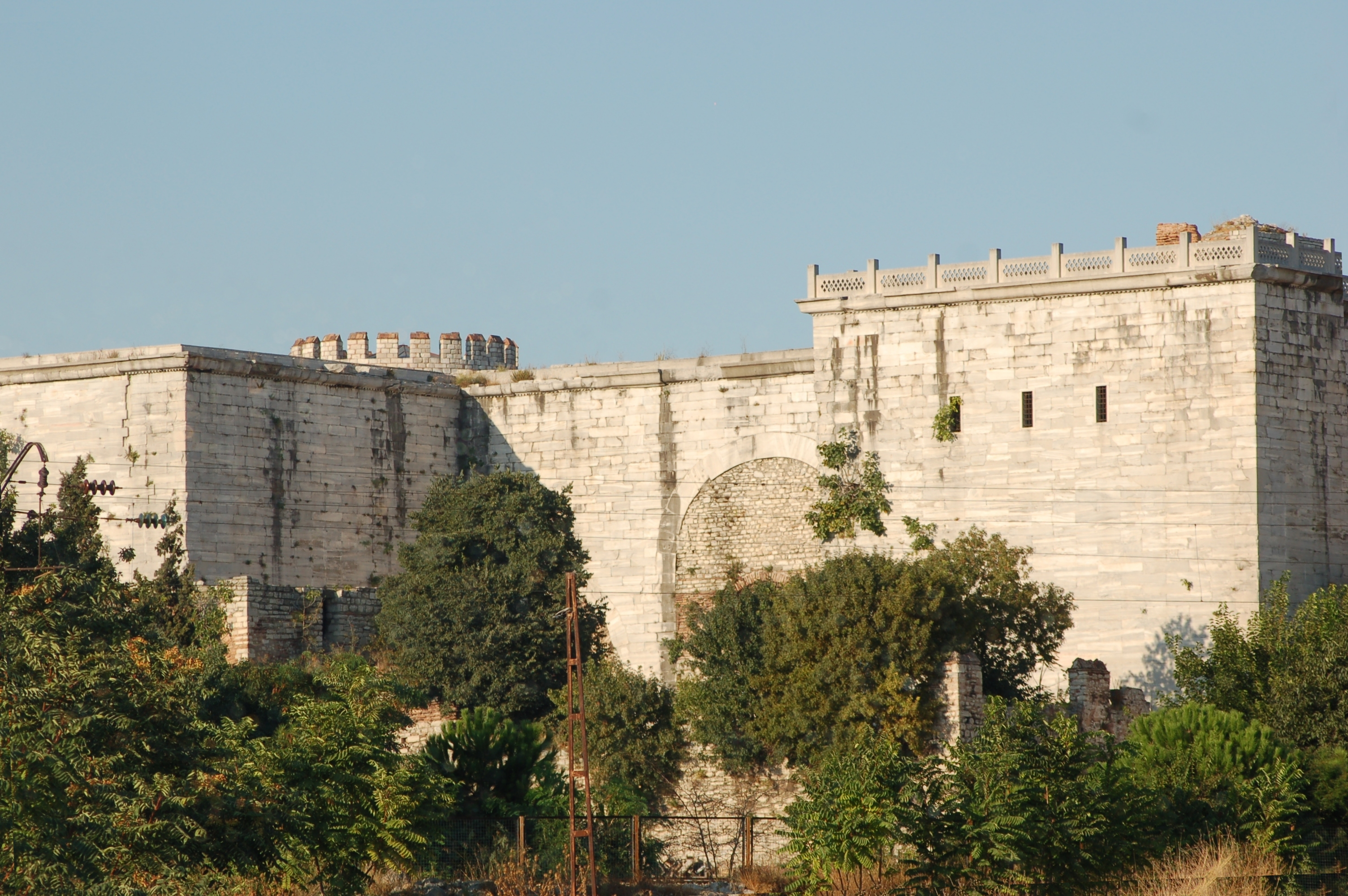
Das Goldene Tor in seinem heutigen Zustand
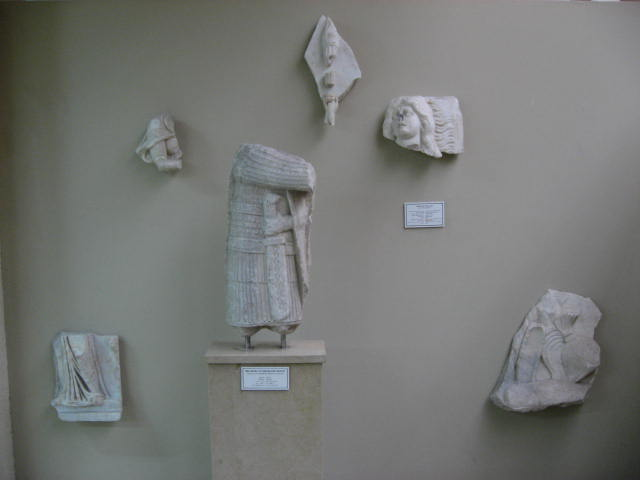
Fragmente von Statuen die einst das Goldene Tor schmückten (Archäologisches Museum Istanbul)
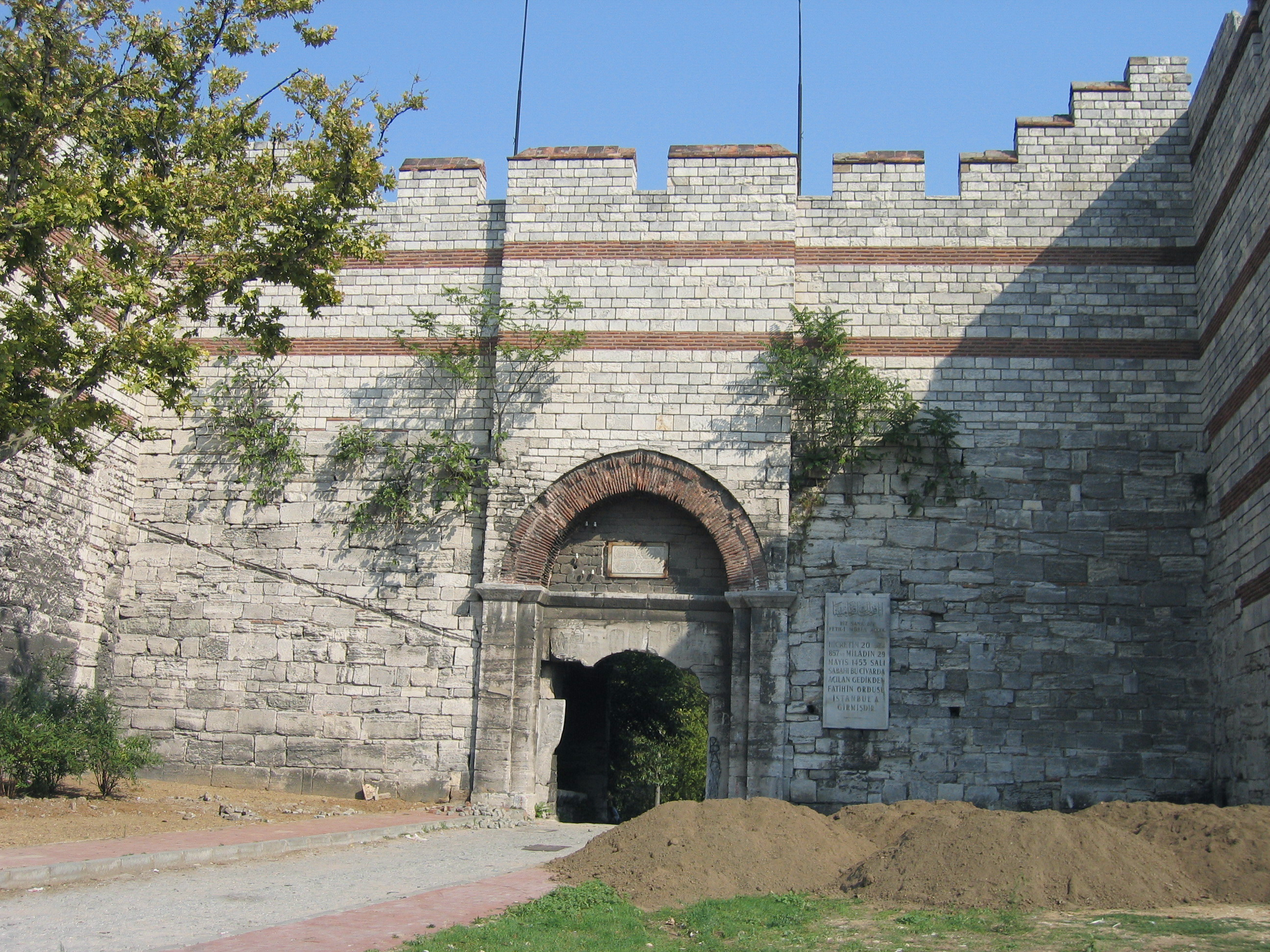
Das Charisiustor
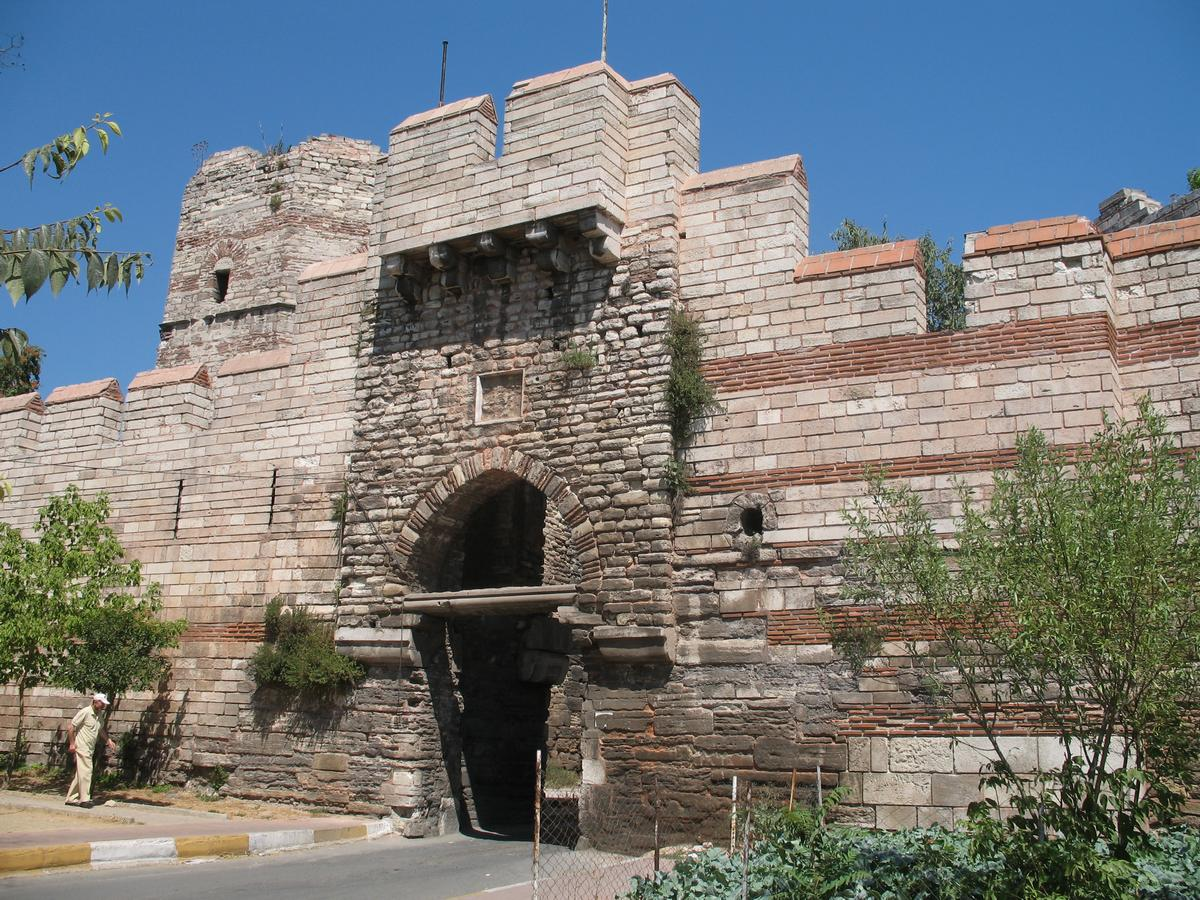
Das Quellentor (Silivri)
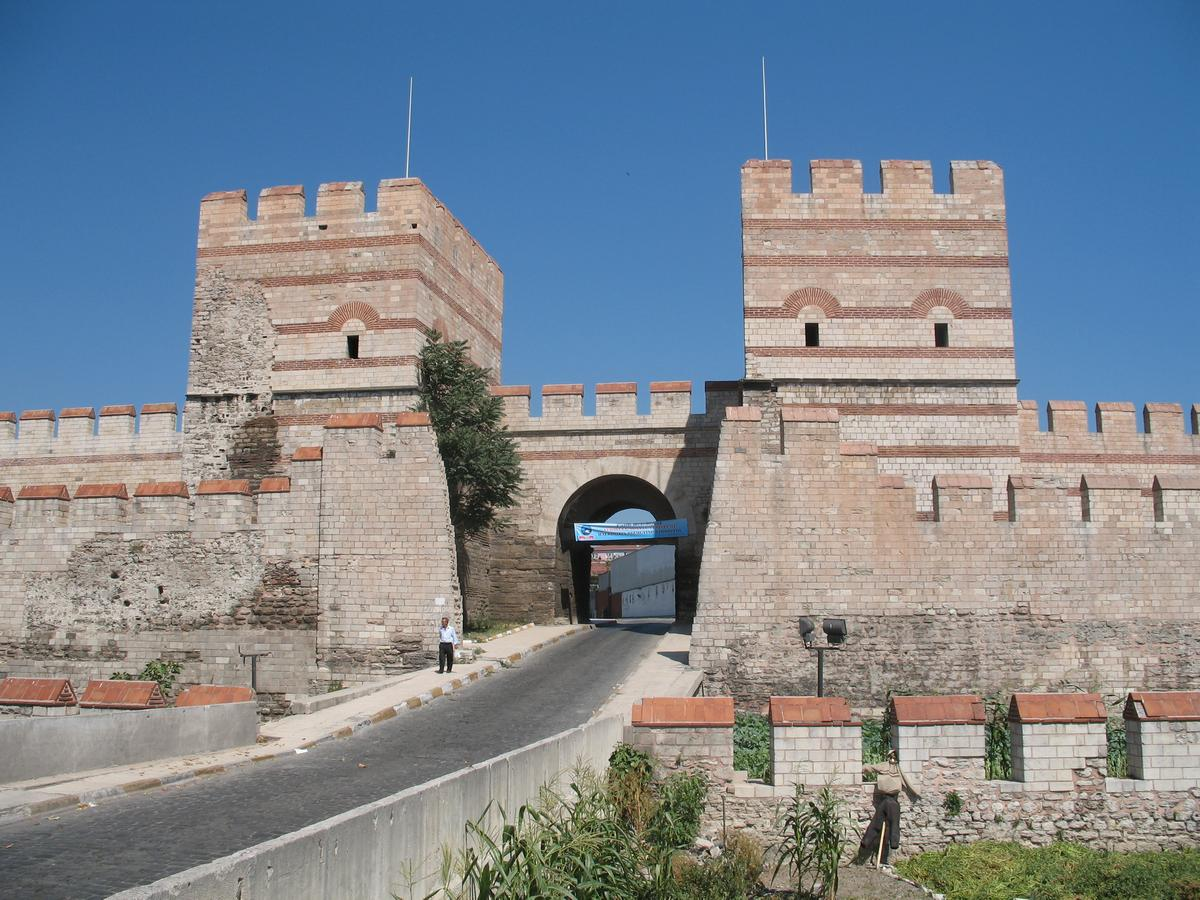
Das Heerestor II oder Belgrader Tor
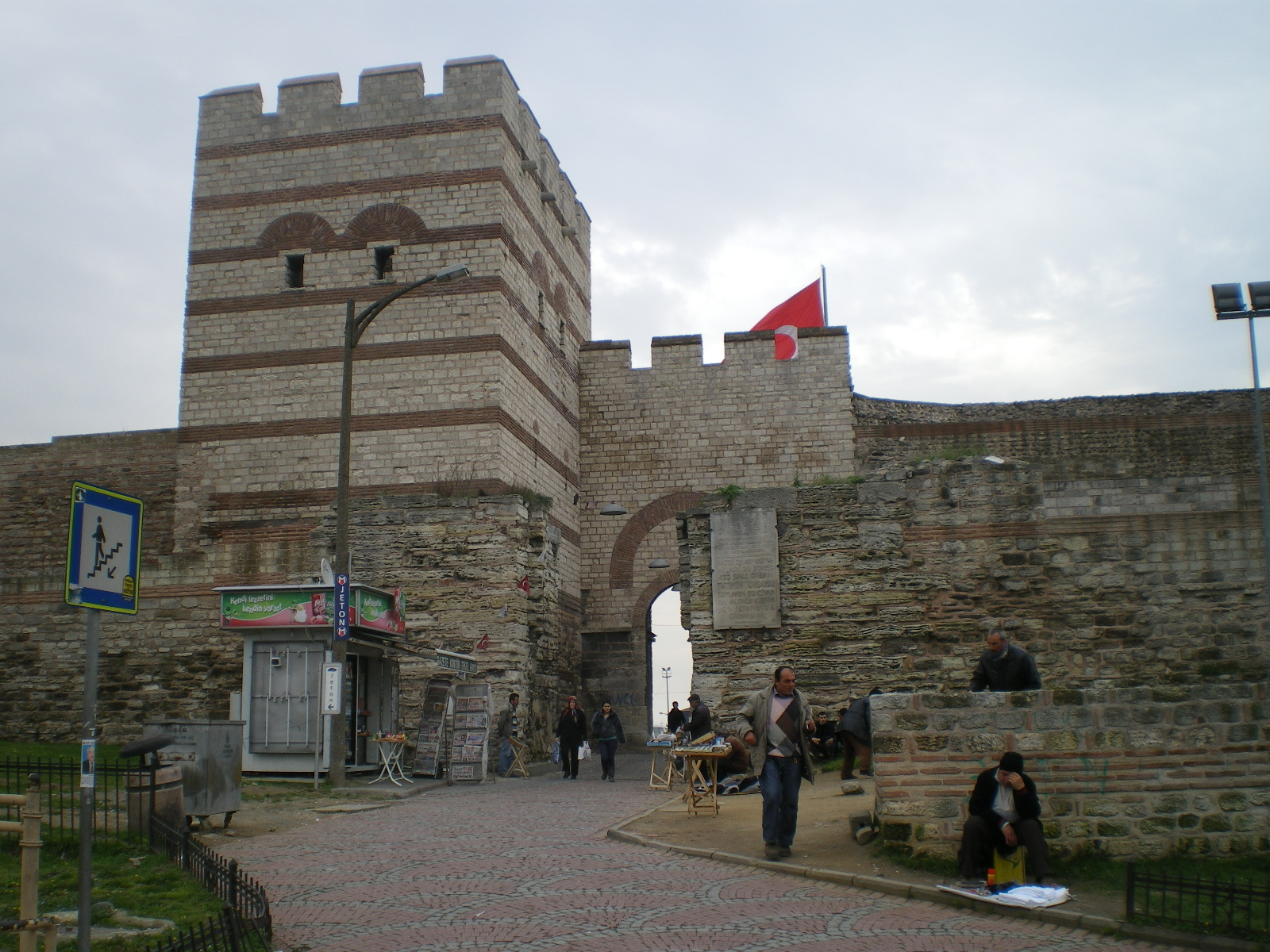
Tor des Hl. Romanos

## Seemauer

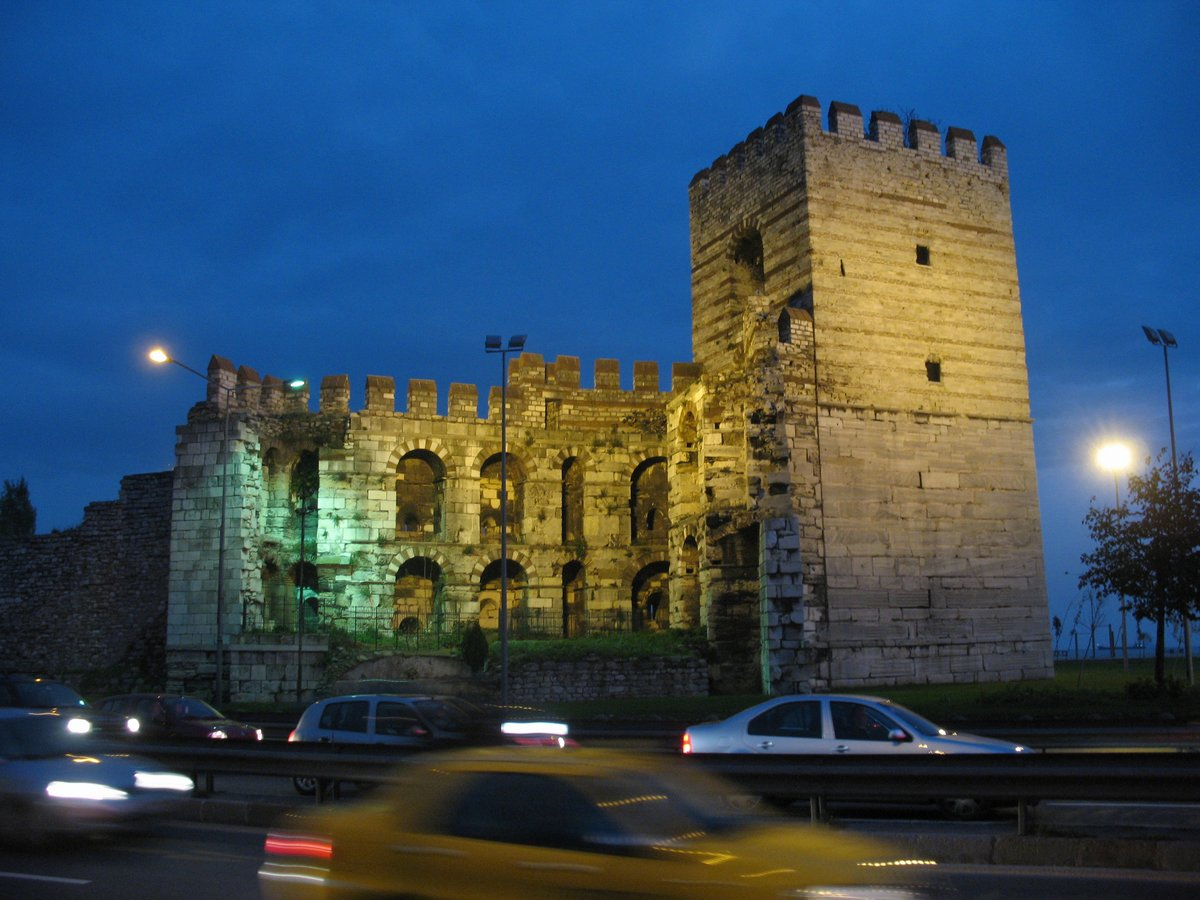
Der sog. Marmorturm, er war das Verbindungsglied zwischen Land- und Seemauer

Von den insgesamt 20 km ihrer Wehranlagen lagen fast 13 km an den Küsten. Das unruhige Marmarameer machte jeden Versuch einer Landung durch das Auftreten von starken Strömungen und plötzlich aufziehenden Stürmen äußerst riskant.
An den Küsten der Stadt war in den fast 1000 Jahren ihres Bestehens, bis zur Belagerung der Kreuzfahrer 1204, kein größerer Angriff gewagt worden. Küste und Häfen waren durch eine einzige durchgehende Mauerlinie gesichert. Sie erhob sich etwa 15 m über die Küstenlinie und war mit 188 Türmen und drei größeren befestigten Häfen gesichert. Allerdings war sie durch die ständig anbrandenden Wellen gefährdet, die im Laufe der Zeit immer wieder ihre Fundamente unterspülten. Sie war auf ihrer ganzen Länge mit Inschriften auf Marmorplatten versehen, die die diversen Sanierungsmaßnahmen durch verschiedene Kaiser verherrlichten. Im Norden der Stadt lag die Bucht des Goldenen Horns in dessen ruhigeren Gewässern die Schiffe der byzantinischen Flotte festgemacht waren. Insgesamt 110 Türme sicherten die Seemauer an diesem Abschnitt. Hier lagen zahlreiche kleinere Tore und die beiden größten Häfen der Stadt. Die Befestigungen am Goldenen Horn waren dennoch die größte Schwachstelle der Stadtmauer. Hier gelang es den Venezianern im Verlauf des 4. Kreuzzuges in die Stadt einzudringen, indem sie ihre Schiffe auf den Strand setzten, sodass die Masten die Mauer überragten und die Soldaten über sie in die Stadt eindringen konnten.

### Die Sperrkette

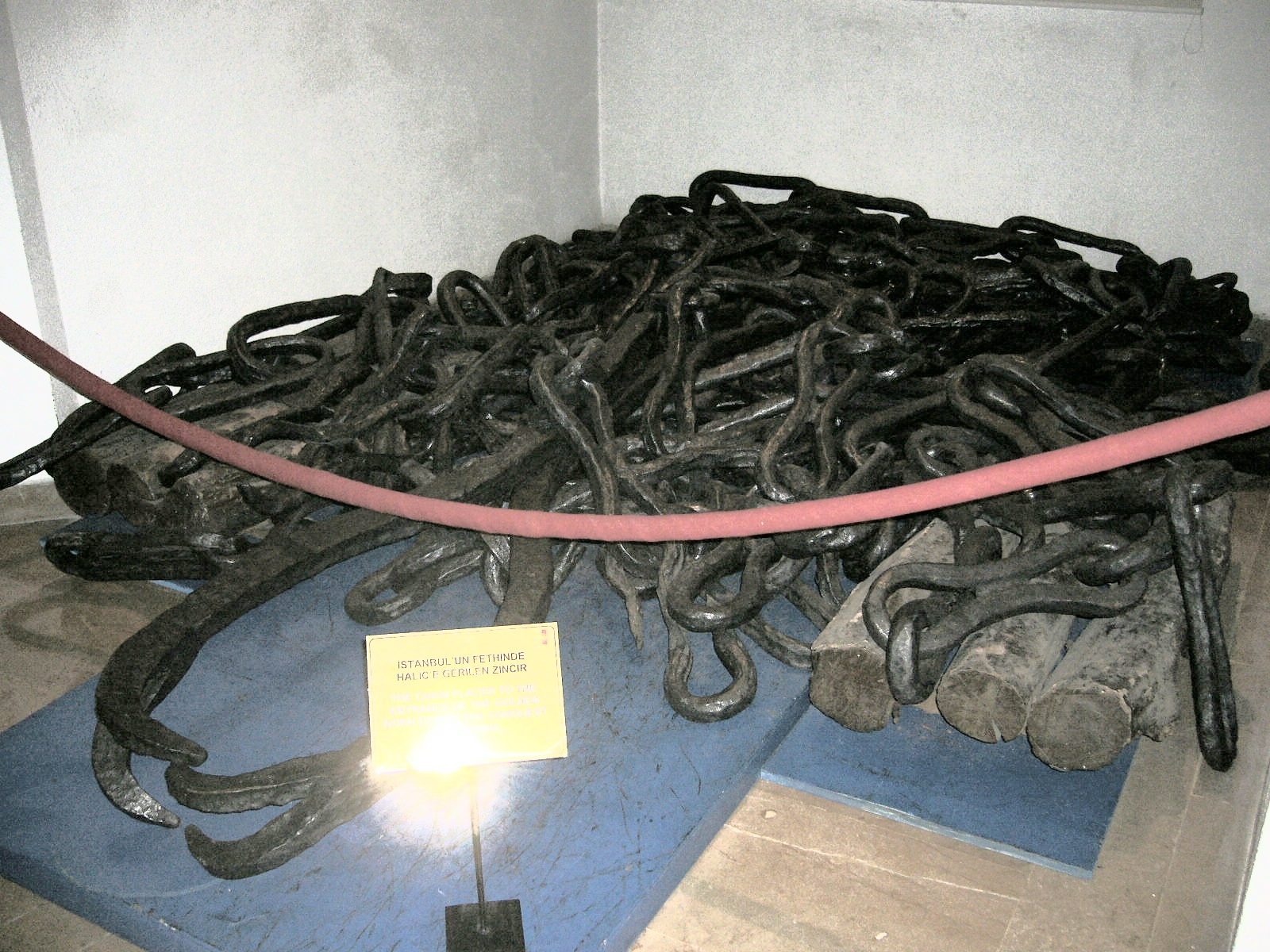
Die Sperrkette, mit der 1453 das Goldene Horn blockiert wurde (Armeemuseum Istanbul)

Um während einer Belagerung die Zufahrt für feindliche Schiffe in das Goldene Horn wirksam zu blockieren, zogen die Verteidiger seit der Belagerung durch die Araber von 717 eine ca. 300 m lange massive Eisenkette über die Bucht. Ihre Glieder waren aus Schmiedeeisen und etwa 20 cm lang. Sie wurden auf dem Wasser von hölzernen Flößen getragen. Kette und Flöße wurden auch während der Wintermonate einsatzbereit gehalten. In der Spätzeit der byzantinischen Herrschaft über die Stadt musste allerdings erst die Zustimmung der Genuesen eingeholt werden, um die Kette an einem Turm in Pera (heute Galata) festmachen zu können.

## Verlauf

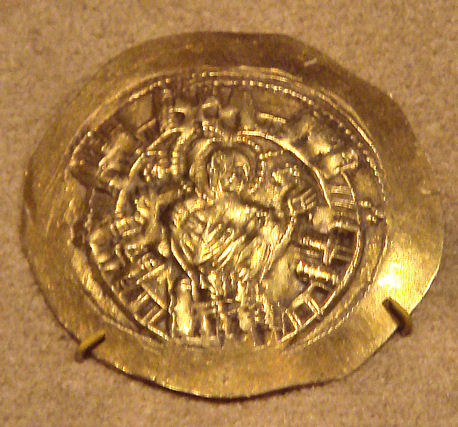
Münze von Michael VIII., mit der an die Wiedereroberung von Konstantinopel von den Lateinern durch die Byzantiner im Jahre 1261 erinnert wurde

Die Landmauer begrenzt die heutige Altstadt des Stadtteiles Fatih. Bis zum Beginn des 20. Jahrhunderts markierte sie – mit Ausnahme von Pera – die Stadtgrenze Konstantinopels.
Sie erstreckt sich von der westlichen Hälfte des Goldenen Horns bis zum Marmarameer, wo sie im Osten an die – nur mehr in Fragmenten erhaltene – Seemauer anschließt. Die Mauer beginnt im Norden direkt neben der heutigen Autobahnbrücke über das Goldene Horn. Der erste Abschnitt stammt aus der Zeit des Herakleios (627), Leo V. (813) und Manuel I. (1143–1180). Direkt an der Mauer steht der Porphyrogennetos-Palast aus Ziegeln und Stein, ein dreistöckiger Anbau des Blachernen-Palastes, im 13. und 14. Jahrhundert Residenz der byzantinischen Kaiser, der nach der osmanischen Eroberung Konstantinopels größtenteils abgerissen wurde. Etwas weiter südlich, innerhalb der Mauern, befindet sich die Chora-Kirche und direkt hinter dem Edirne-Tor, dem Adrianopel-Tor der Byzantiner, steht auf dem höchsten Punkt der Altstadt die von Sinan entworfene Mihrimah Camii, die Moschee der Lieblingstochter Süleymans des Prächtigen. Hier wird die Landmauer von einer Hauptverkehrsstraße (Fevzi Paşa Caddesi) durchbrochen.
Nach Unterbrechung durch eine weitere Hauptverkehrsstraße (Adnan Menderes Caddesi) befindet sich an der dritten (Millet Caddesi) das Topkapı-Tor (Kanonentor), in byzantinischer Zeit Romanos-Tor. Der heutige türkische Name erinnert an die Eroberung Konstantinopels durch Mehmed II. 1453, als es, nach dem Beschuss durch 600 kg schwere Kanonenkugeln schwer beschädigt, von den Osmanen gestürmt wurde.
Am Marmarameer endet die etwa 6,5 Kilometer Landmauer an der Festung Mermer Kule (Marmorturm). Heute wird sie durch die Küstenstraße abgetrennt. Die untere Hälfte dieses 30 m hohen Turmes (mit einem Durchmesser von 13 Metern) ist gänzlich mit Marmor verkleidet. Mermer Kule verbindet die Landmauer mit der Seemauer, die an der Küste nach Osten bis zur Spitze der Halbinsel reicht.
Yedikule, die „Burg der Sieben Türme“, liegt – vom Marmarameer durch die Eisenbahnlinie aus Edirne getrennt – direkt an der Mauer und dem Goldenen Tor. Die Anlage ist teils byzantinischen, teils osmanischen Ursprungs. Ihre Türme sind untereinander durch besonders massive Mauern verbunden. Den Osmanen diente sie als Kerker, Schatzkammer und Hinrichtungsstätte.